# Cephalophus
Cephalophus és un gènere de mamífers artiodàctils, coneguts també com a duiquers. El gènere conté totes les espècies de duiquers llevat de tres, que són classificades als gèneres Philantomba i Sylvicapra. El gènere inclou disset espècies que viuen a l'Àfrica subsahariana:
- Gènere Cephalophus
  - Duiquer d'Abbott, Cephalophus spadix
  - Duiquer d'Aders, Cephalophus adersi
  - Duiquer bai, Cephalophus dorsalis
  - Duiquer negre, Cephalophus niger
  - Duiquer de front negre, Cephalophus nigrifrons
  - Duiquer de Brooke, Cephalophus brookei
  - Duiquer de Harvey, Cephalophus harveyi
  - Duiquer de Jentink, Cephalophus jentinki
  - Duiquer d'Ogilby, Cephalophus ogilbyi
  - Duiquer de Peters, Cephalophus callipygus
  - Duiquer de potes blanques, Cephalophus crusalbum
  - Duiquer de flancs vermells, Cephalophus rufilatus
  - Duiquer de Natal, Cephalophus natalensis
  - Duiquer del Ruwenzori, Cephalophus rubidis
  - Duiquer de Weyns, Cephalophus weynsi
  - Duiquer de ventre blanc, Cephalophus leucogaster
  - Duiquer de llom groc, Cephalophus silvicultor
  - Duiquer ratllat, Cephalophus zebra